# Йохан Фридрих фон Витцтум фон Екщедт
Йохан Фридрих фон Витцтум фон Екщедт (на немски: Johann Friedrich Graf Vitzthum von Eckstädt; * 24 юни 1712 в Дрезден; † 16 октомври 1786 в Лайпциг) е граф от род Витцтум-Екщедт, кралски полски и курфюрстки-саксонски генерал-лейтенант на кавалерията в Курфюрство Саксония и полковник на „Garde du Corps“ през Седемгодишната война. Той също е наследствен господар и господар на съда във Вьолкау, Тифензе, Райбитц, Заузедлитц, Нойхауз и Петерсрода. През последните си години той е губернатор на Лайпциг.
Той е син на саксонския кабинет-министър граф Фридрих I Витцтум фон Екщедт (1675 – 1726) и съпругата му Рахел Шарлота фон Хойм (1676 – 1753), дъщеря на фрайхер Лудвиг Гебхард фон Хойм (1631 – 1711) и Катарина София фон Шьонфелд (1699 – 1681). По-голям брат е на дипломата Лудвиг Зигфрид I Витцтум фон Екщедт (1716 – 1777).
Йохан Фридрих фон Витцтум фон Екщедт следва две години в университета в Лайпциг. На 17 години той става „ритмайстер“ и се издига през 1752 г. на генерал-лейтенант. През 1756 г. той е между кур-саксонските офицери, които в лагера в Пирна трябва да подпишат капитулацията срещу Кралство Прусия. 
Той си кореспондира с писателя Кристиан Фюрхтегот Гелерт (1715 – 1769).
Йохан Фридрих се жени за Ердмута фон Фулен от род Щьормтал, вдовица фон Шьонфелд. Бракът е бездетен.
Йохан Фридрих фон Витцтум фон Екщедт умира през 1786 г. Имението му в Тифензе е наследено от синовете на брат му Лудвиг.